# 巴贝里诺-塔瓦内莱
巴贝里诺-塔瓦内莱（義大利語：Barberino Tavarnelle）是意大利托斯卡纳大区佛羅倫斯廣域市的市镇。面积为122.98平方公里，2019年人口数量为12,076人。
该市镇是在2019年1月1日由埃尔萨河谷巴贝里诺和佩萨河谷塔瓦内莱两市镇合并而成的。